# Monument de la Victoire et du Souvenir de Dijon
Pour les articles homonymes, voir Monument de la Victoire (homonymie).
Le monument de la Victoire et du Souvenir de Dijon est un monument aux morts situé à Dijon, en Côte-d'Or, en région Bourgogne-Franche-Comté.

## Histoire
La municipalité dirigée par Gaston Gérard décide, au début des années 1920, d'ériger le monument en mémoire des Dijonnais morts pour la France pendant la Grande Guerre, sur le rond-point Edmond-Michelet. Celui-ci, situé au centre du Cours du Parc, est doté jusqu'alors d'un jet d'eau. Les plans du monument de la Victoire et du Souvenir sont dessinés par l'architecte Auguste Drouot et les sculptures sont réalisées par quatre artistes bourguignons, Henri Bouchard, Jean Dampt, Paul Gasq et Eugène Piron. Le monument est inauguré le 9 novembre 1924 par le ministre de la Guerre. Avec le rond-point et ses aménagements, il a été classé au titre des monuments historiques par arrêté du 30 septembre 2020.

## Description
Le monument a la forme d'une sorte de catafalque en tête duquel se trouve une allégorie de la Victoire, œuvre du sculpteur Jean Dampt. Sur les côtés figurent deux reliefs : "Le Départ" de Paul Gasq et "Le Retour" d'Eugène Piron. Au dos, Henri Bouchard a sculpté un relief représentant "Le Retour à la France de l'Alsace et de la Lorraine". Il représente, sur fond de lauriers, un soldat présentant à une femme personnifiant la France, deux jeunes filles, symbolisant l'Alsace et la Lorraine. Le monument est précédé d'une sorte d'esplanade ronde dallée de pierre au centre de laquelle est figurée une croix de guerre. Cette esplanade est bordée, de part et d'autre du monument, par des murets aux extrémités desquelles s'élèvent deux statues de poilus : "La Marne" et "Verdun" d'Henri Bouchard .

### Inscriptions

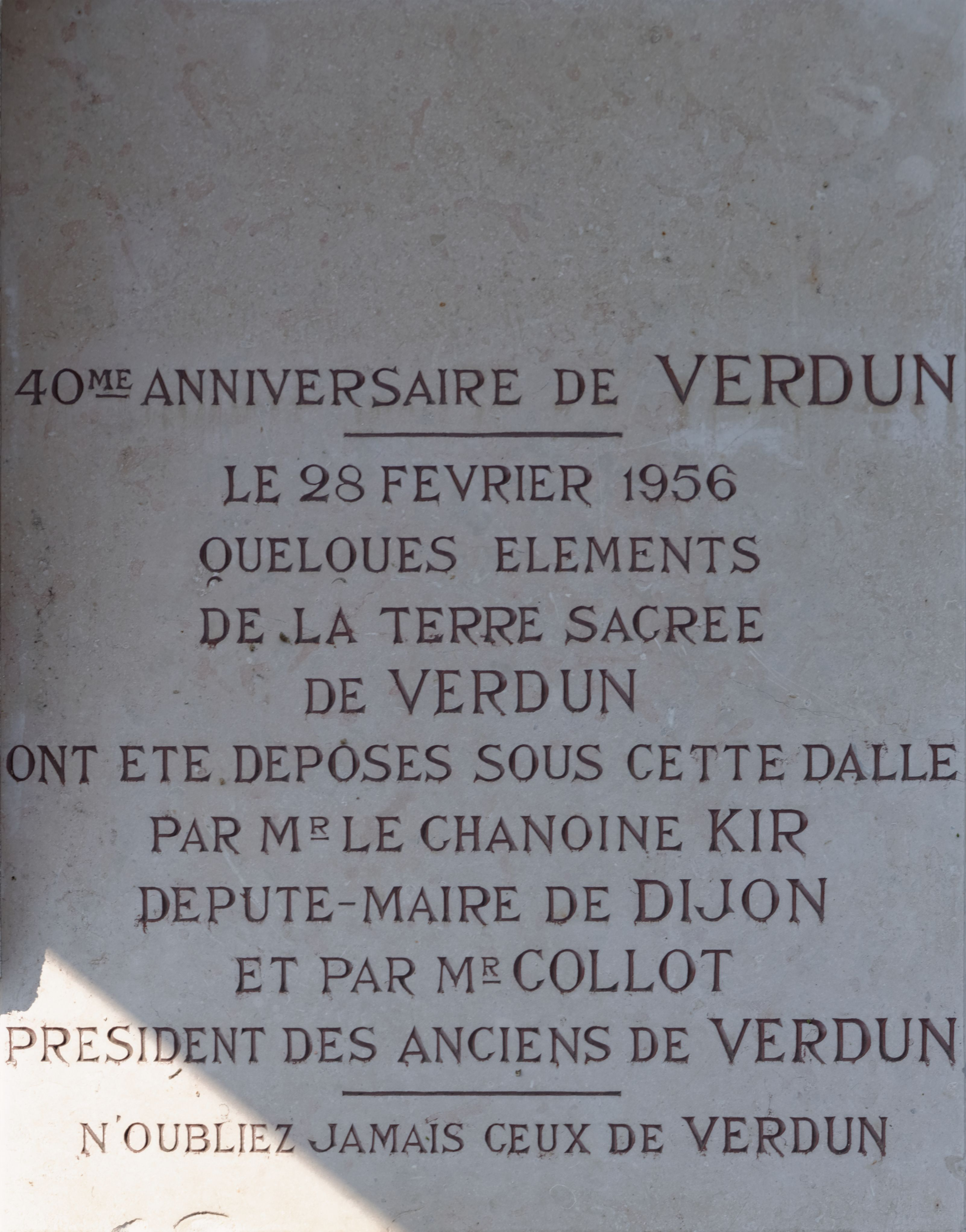
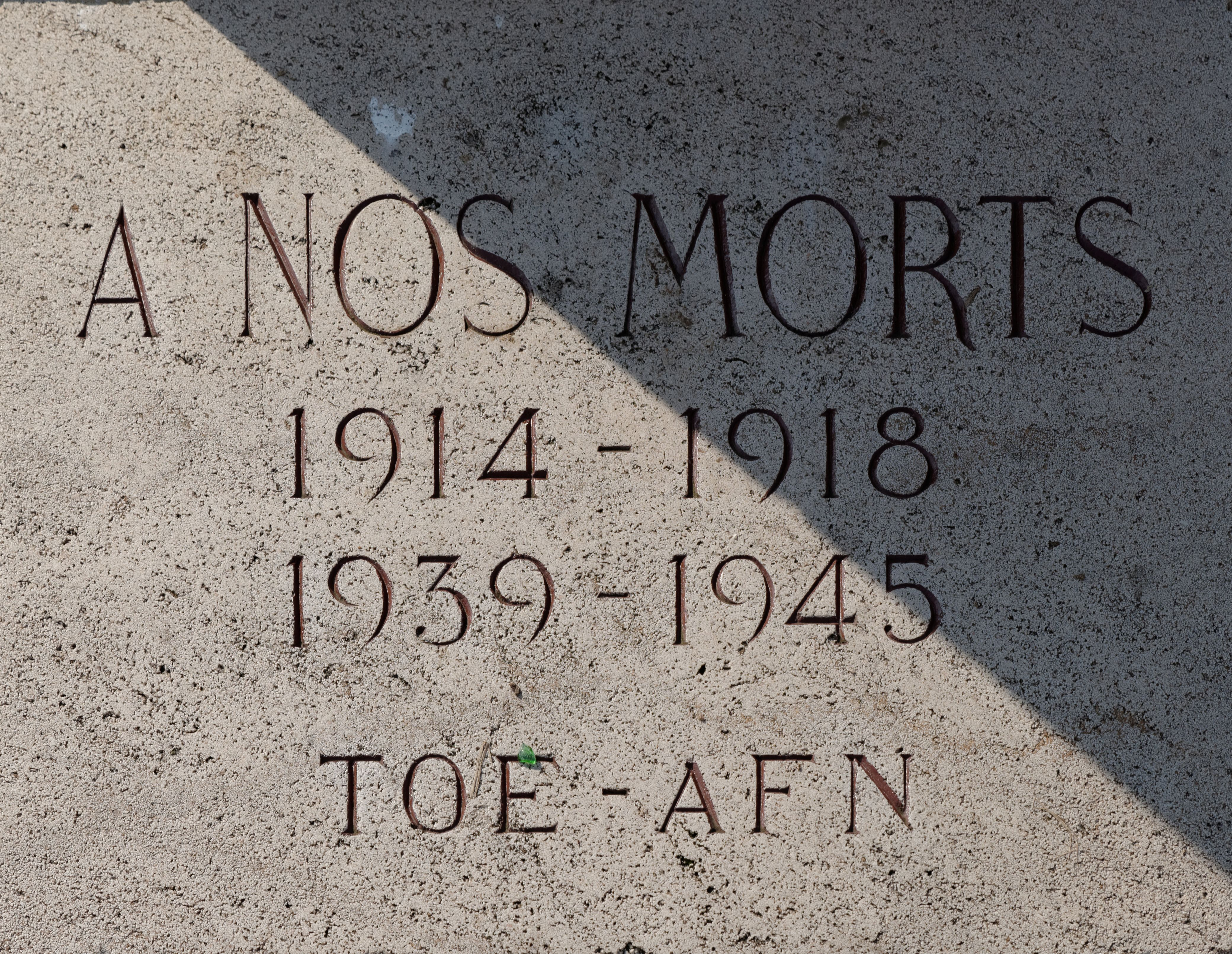
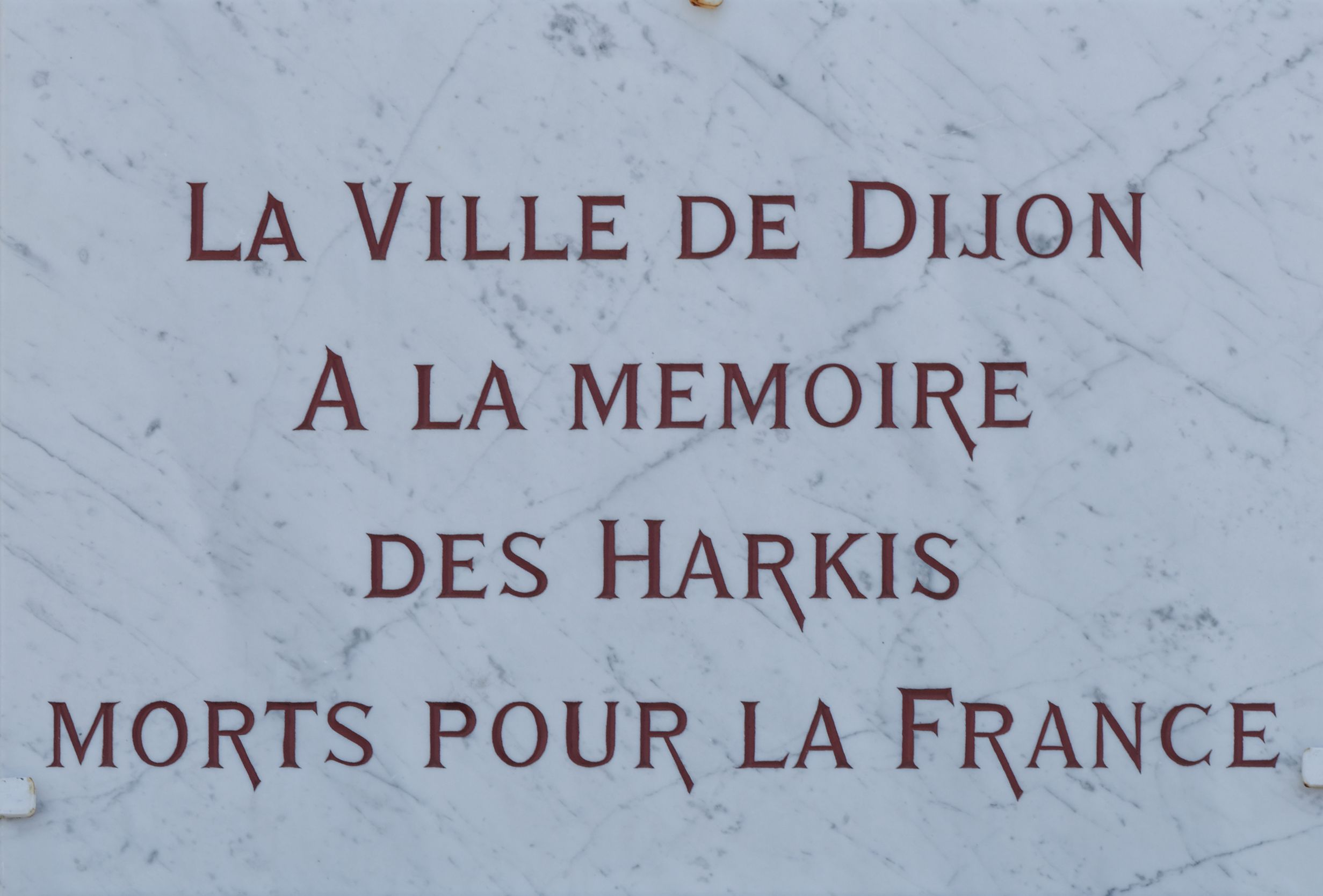
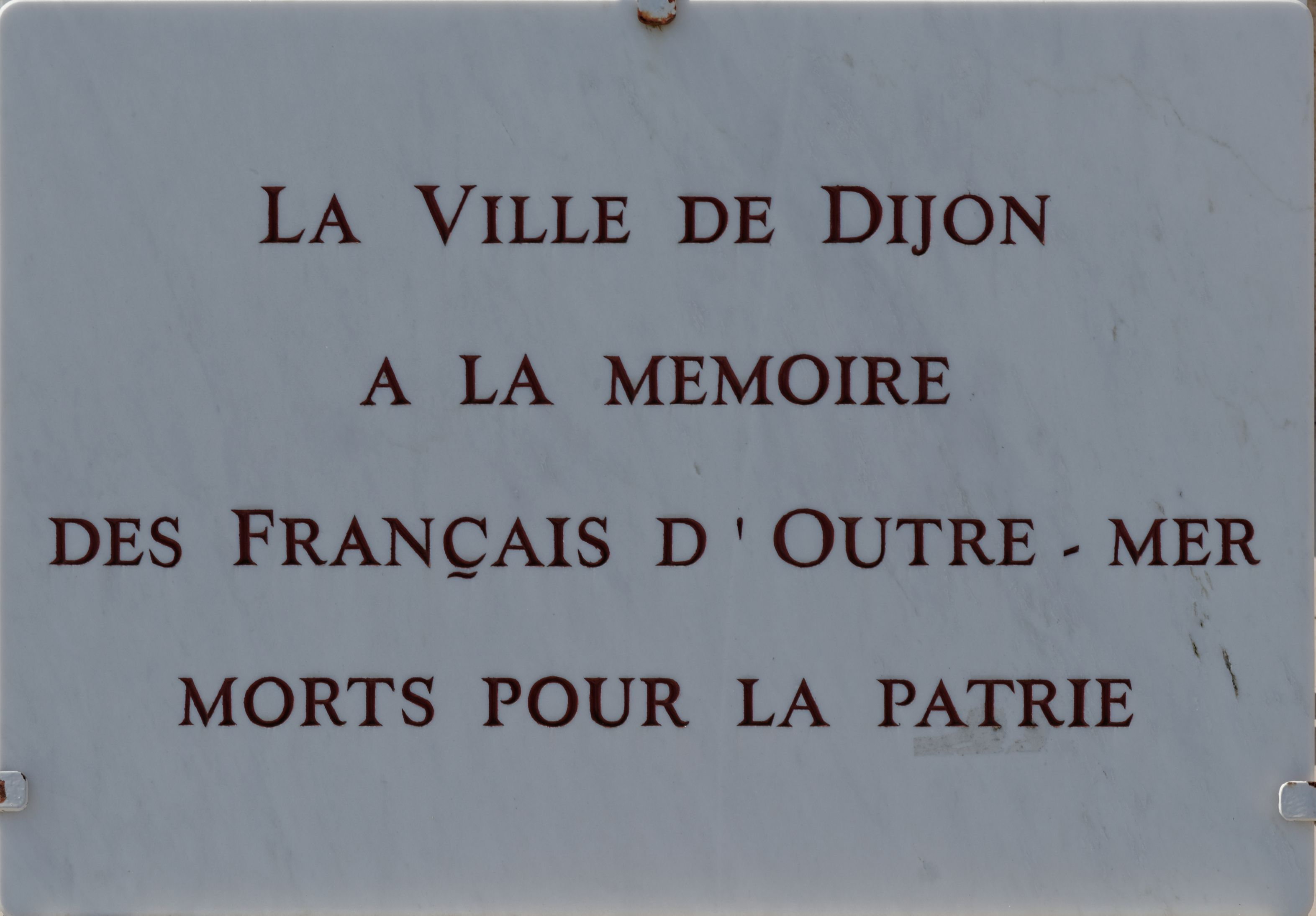

## Galerie

### Sculptures

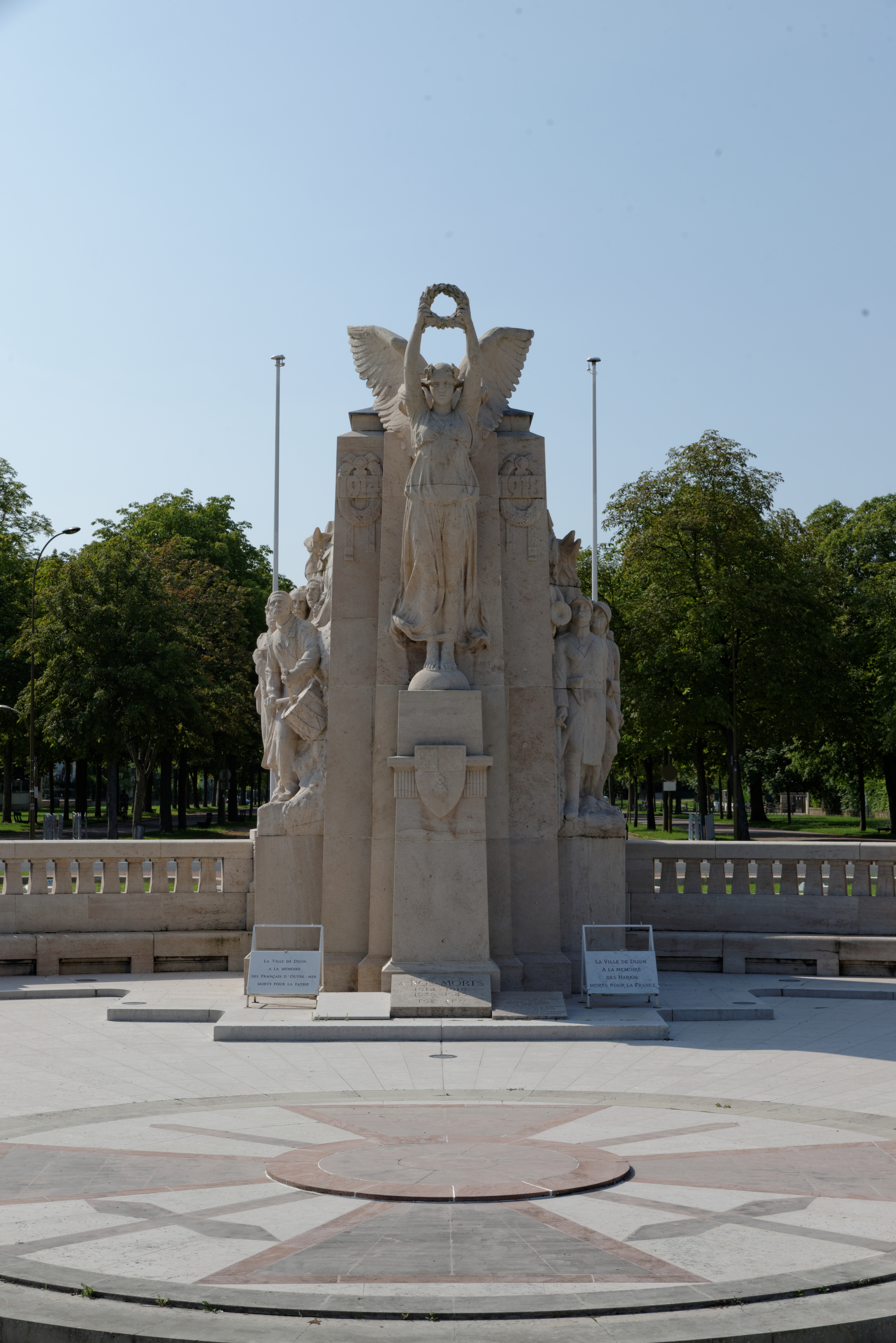
Allégorie de la Victoire de Jean Dampt. Au sol, une croix de guerre.
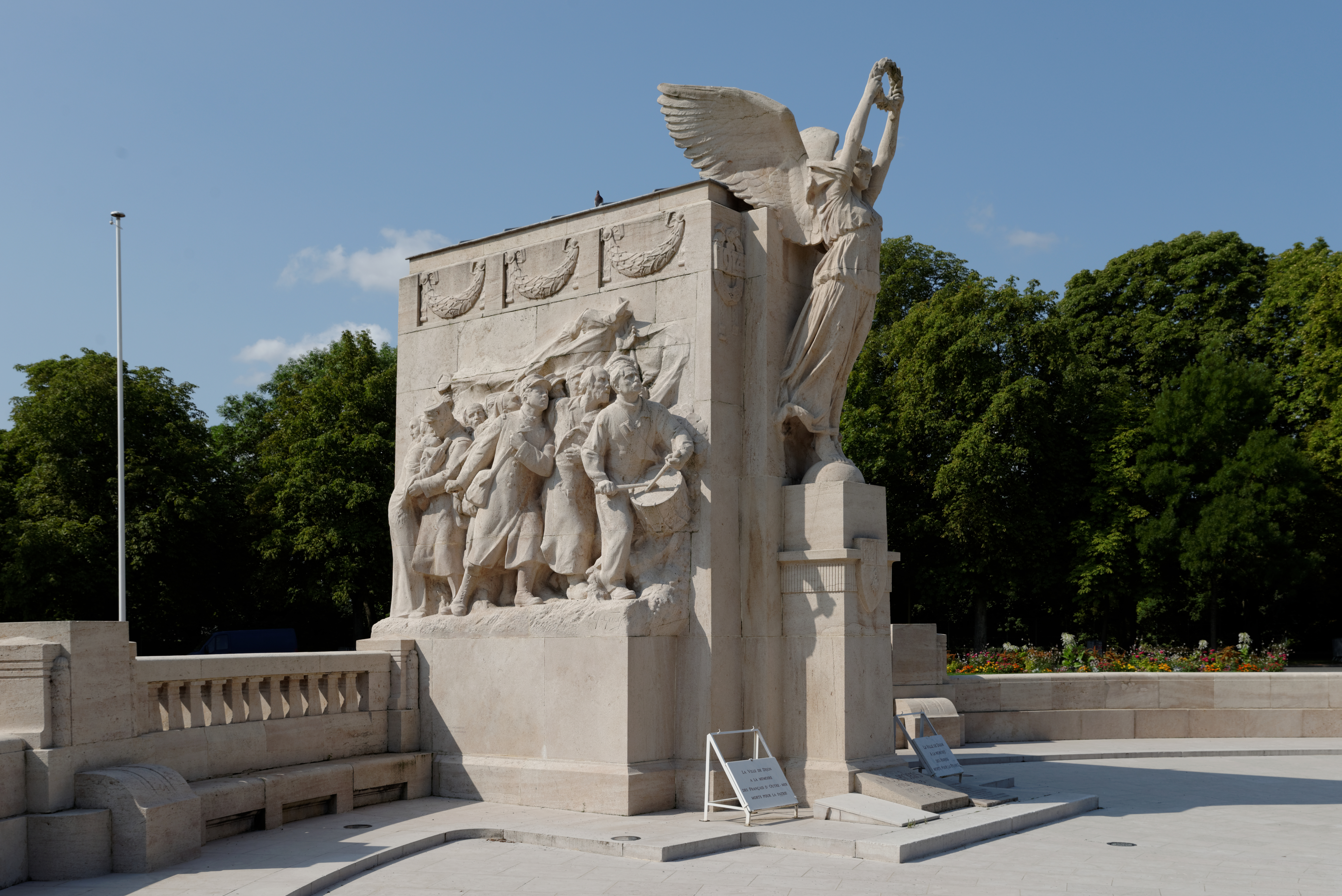
Relief "Le Départ" de Paul Gasq
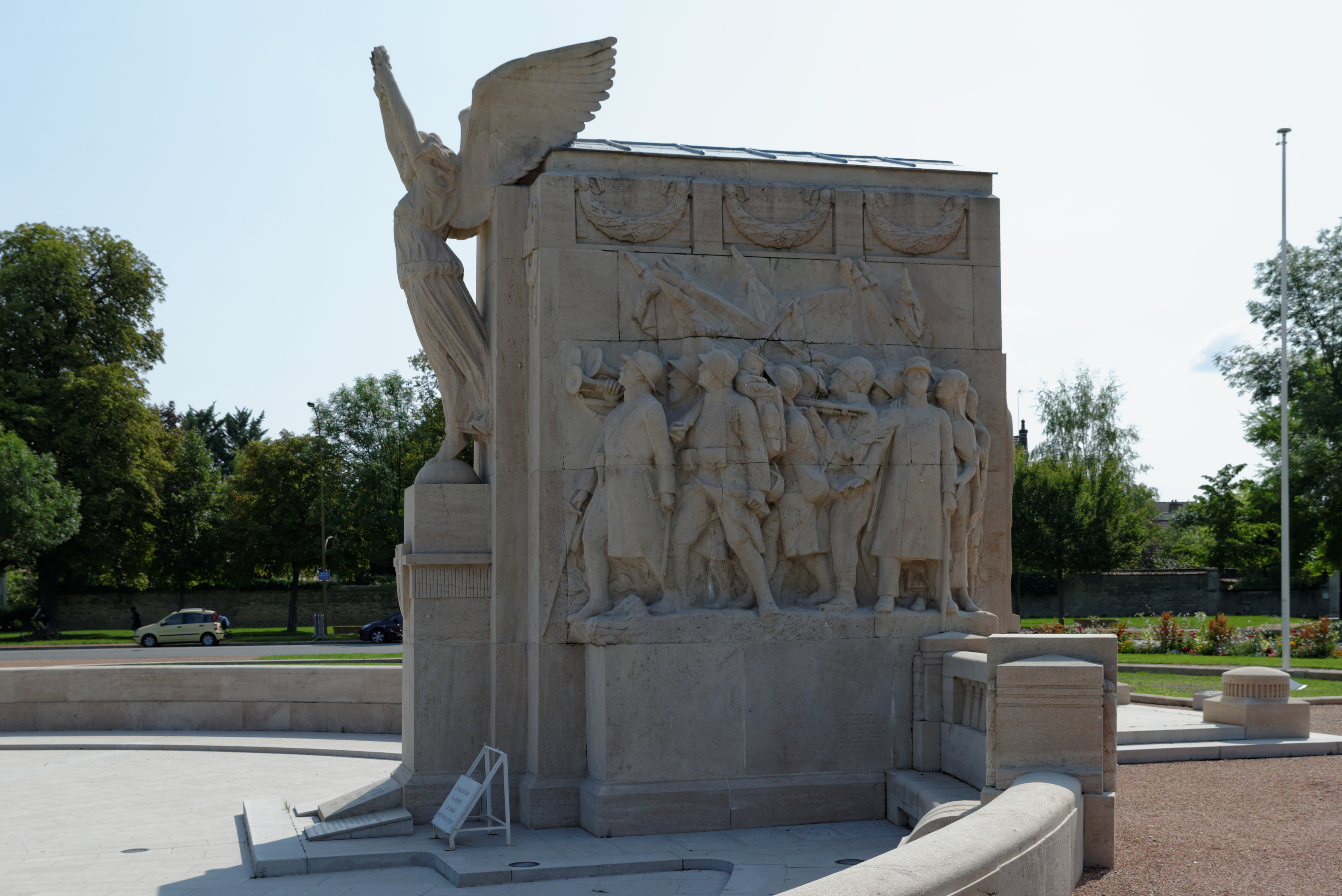
Relief "Le Retour" d'Eugène Piron
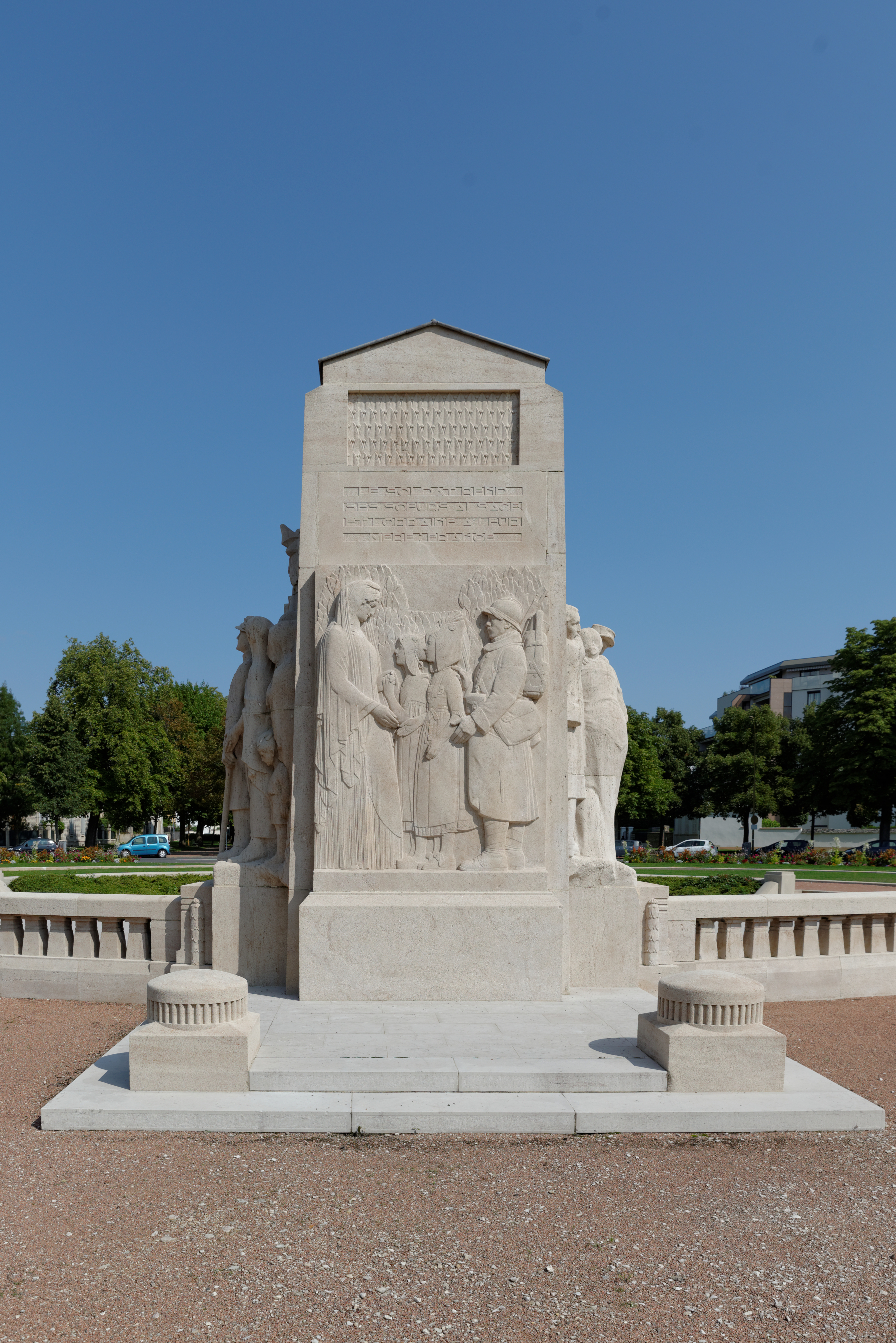
Relief "Le Retour à la France de l'Alsace et de la Lorraine" d'Henri Bouchard
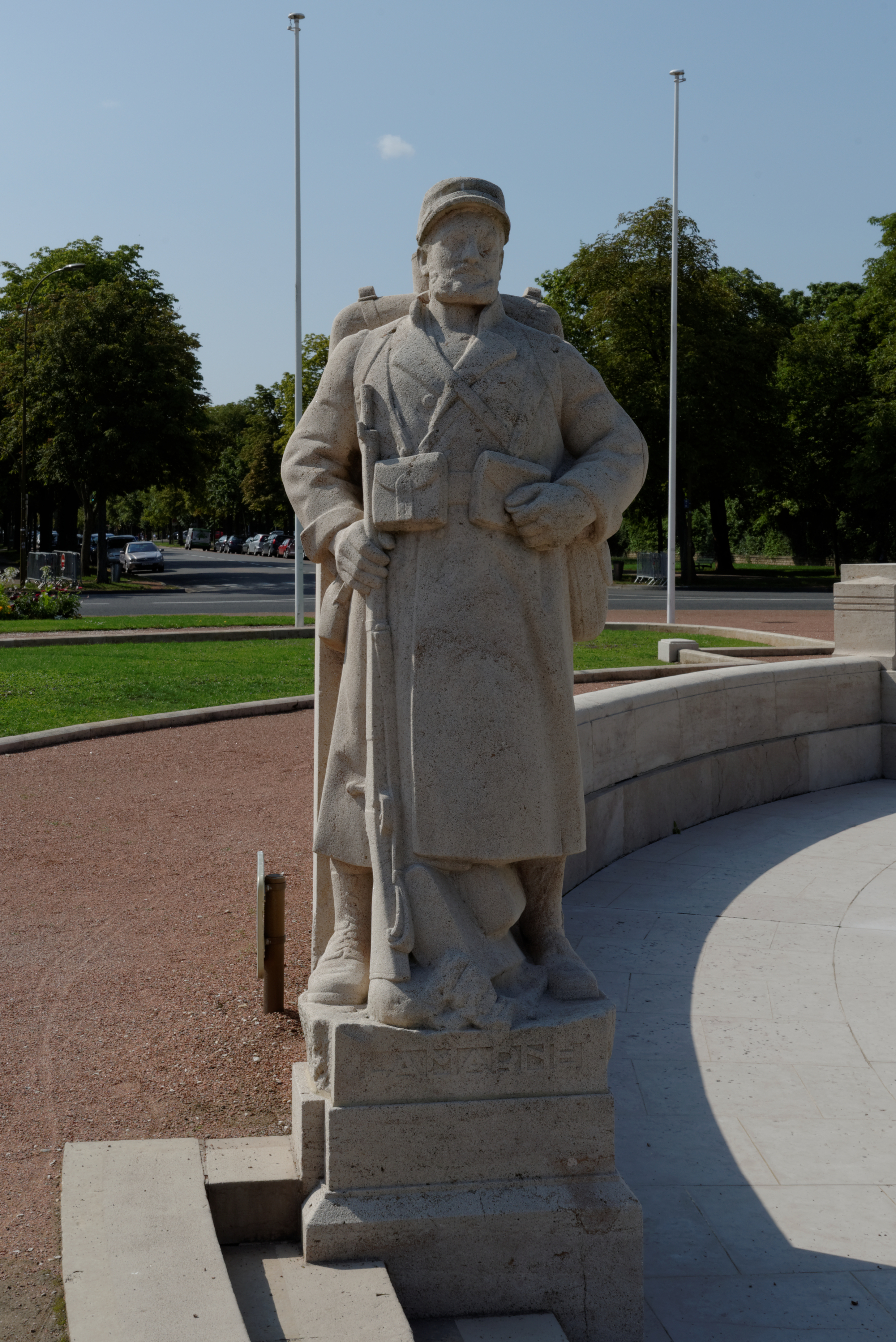
"La Marne" d'Henri Bouchard
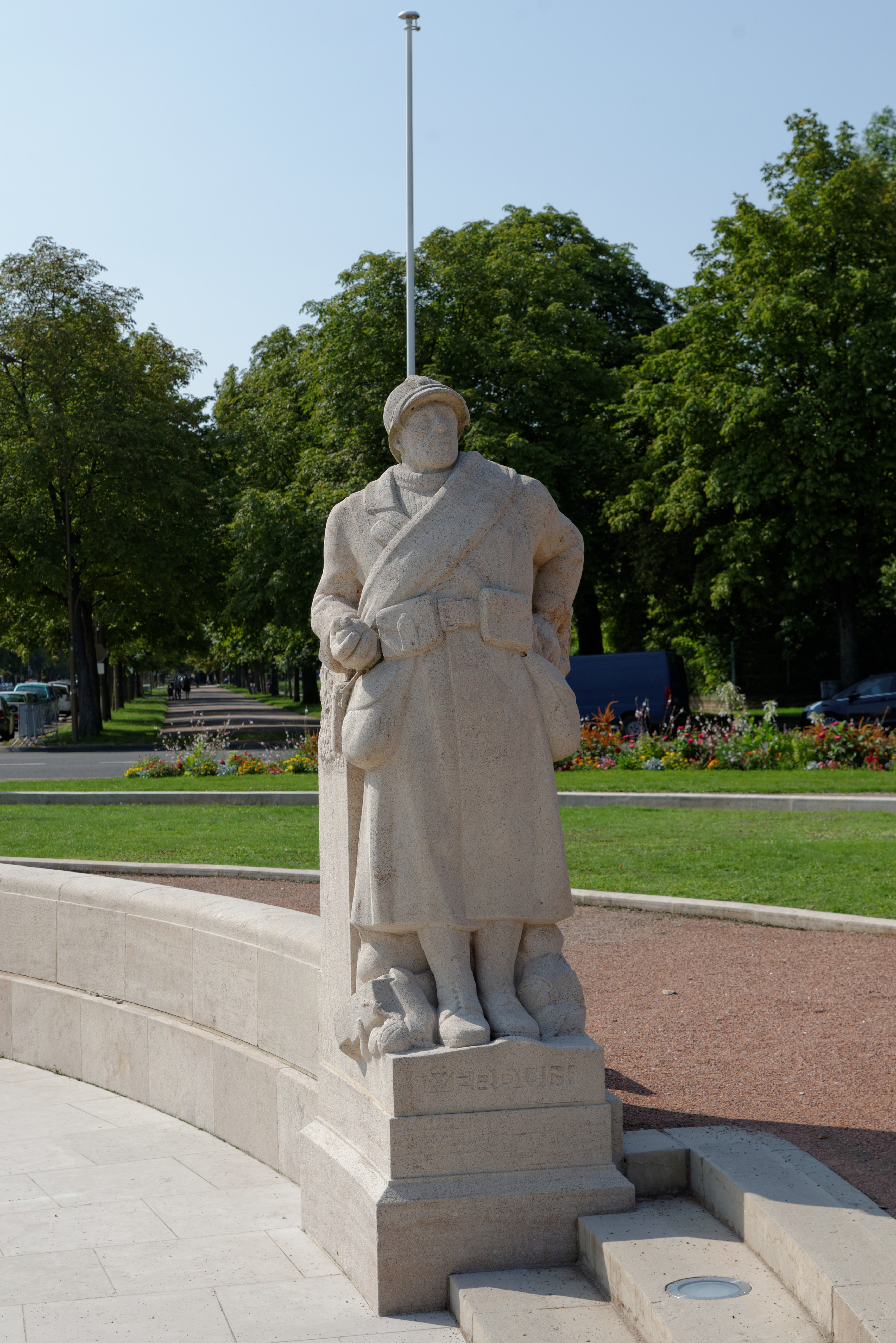
"Verdun" d'Henri Bouchard